# Атанасов, Микулаш
Микулаш Атанасов (словац. Mikuláš Athanasov; 28 ноября 1930, Кошице, Чехословакия — 26 декабря 2005, Кошице, Словакия) — чехословацкий борец греко-римского стиля, бронзовый призёр Олимпийских игр, трёхкратный чемпион Чехословакии (1951, 1953, 1955)  . 

## Биография
Начал заниматься борьбой подростком. Закончил железнодорожный техникум, работал мастером на вокзале Кошице. 
На Летних Олимпийских играх 1952 года в Хельсинки боролся в лёгком весе (до 67 килограммов). По регламенту турнира борец получал в схватках штрафные баллы. Набравший 5 штрафных баллов спортсмен выбывал из турнира. Титул оспаривали 19 борцов.
После четвёртого круга с двумя штрафными баллами делил первое место с ещё двумя борцами. Но в финальных встречах проиграл, оба раза быстро и чисто, сначала Шазаму Сафину, затем Густаву Фрею и остался лишь на третьем месте. 
| Выступление на Олимпийских играх 1952 года | Выступление на Олимпийских играх 1952 года | Выступление на Олимпийских играх 1952 года | Выступление на Олимпийских играх 1952 года | Выступление на Олимпийских играх 1952 года | Выступление на Олимпийских играх 1952 года | Выступление на Олимпийских играх 1952 года |
| Круг                                       | Соперник                                   | Страна                                     | Результат                                  | Баллы                                      | Всего баллов                               | Время схватки                              |
| ------------------------------------------ | ------------------------------------------ | ------------------------------------------ | ------------------------------------------ | ------------------------------------------ | ------------------------------------------ | ------------------------------------------ |
| 1                                          | Георгиос Петмезас                          | Греция                                     | Победа По очкам                            | 3-0 -1                                     | -1                                         |                                            |
| 2                                          | Андре Верден                               | Франция                                    | Победа По очкам                            | 2-1 -1                                     | -2                                         |                                            |
| 3                                          | Сбигнев Чаевский                           | Польша                                     | Победа Травма противника                   | 0                                          | -2                                         |                                            |
| 4                                          | Франко Бенедетти                           | Италия                                     | Победа Туше                                | 0                                          | -2                                         | 3:55                                       |
| 5                                          | Шазам Сафин                                | Союз Советских Социалистических Республик  | Поражение Туше                             | -3                                         | -5                                         | 2:46                                       |
| Финал                                      | Густав Фрей                                | Швеция                                     | Поражение Туше                             | -3                                         | -8                                         | 3:30                                       |

На чемпионате мира 1955 года был лишь седьмым. На Олимпийские игры 1956 года по решению чехословацкой федерации борьбы не поехал, так как функционеры не имели гарантий хорошего выступления борца. В ответ на решение федерации, отказался принять должность спортивного чиновника. 
Мастер спорта (1953). В 2000 году был признан одним их самых выдающихся словацких спортсменом XX века. 
По словам его друга Йозефа Ружички «Он был лисой, очень умным борцом, обладающим спокойствием и умением оценить ситуацию. Он также обладал идеальной для борца фигурой с короткими ногами и низким центром тяжести, что он умело использовал.» 
Умер в 2005 году. После смерти в Кошице проводится турнир памяти Микулаша Атанасова. 